# Санчо, Мария Хосефа
Мария Хосефа Санчо де Герра (исп. María Josefa Sancho de Guerra, баск. Maria Josefa Santxo de Guerra; 7 сентября 1842[…], Витория-Гастейс — 20 марта 1912[…], Бильбао, Страна Басков) — святая Католической церкви, монахиня (монашеское имя — Мария Хосефа Сердца Иисуса, исп. María Josefa del Corazón de Jesús, баск. Maria Josefa Jesusen Bihotzarena).  

## Биография
Мария Хосефа Санчо де Герра родилась в 1842 году в Витории в семье ремесленника. Когда Марии Хосефе было семь лет, её отец умер, и после этого она несколько лет жила у родственников в Мадриде. В возрасте 18 лет, распознав своё призвание к монашеству, она вернулась в Виторию и была принята в монастырь сестёр служительниц Марии с именем Мария Хосефа Сердца Марии, однако впоследствии покинула этот монастырь.
В 1871 году в Бильбао Мария Хосефа и несколько других монахинь основали конгрегацию Сестёр служительниц Иисуса, основной задачей которой стал уход за больными, пожилыми людьми и детьми (в настоящее время конгрегация насчитывает 93 общины в Европе, Америке и на Филиппинах). Мария Хосефа стала первой настоятельницей конгрегации, взяв новое монашеское имя Мария Хосефа Сердца Иисуса.
Умерла 20 марта 1912 года в Бильбао.

## Память
Беатификационный процесс был начат в 1951 году. 27 сентября 1992 года Мария Хосефа Санчо де Герра была беатифицирована, а 1 октября 2000 года канонизирована папой Иоанном Павлом II.
День памяти в католической церкви — 20 марта.
В честь Марии Хосефы Санчо названы площадь в Бильбао и улица в Витории. В доме на улице Эррерия в Витории, где родилась Мария Хосефа, располагается посвящённый ей музей.
О Марии Хосефе Санчо был снят фильм «Сестра Мария Сердца Иисуса: жизнь для Бога и человека» (1990, режиссёр Хосеба Салеги). Роль Марии Хосефы исполнила Эстер Эспарса. 
В 2008 году Марии Хосефе Санчо была посвящена церковь в Бильбао.

## Галерея
| - Дом в Витории, где родилась Мария Хосефа Санчо - Статуя Марии Хосефы Санчо в соборе Альмудена - Изображение Марии Хосефы Санчо на фасаде дома престарелых имени Иоанна Павла I в Витории |